# Royal Naval Air Station Yeovilton
La Base Aérea Naval de Yeovilton (en inglés Royal Naval Air Station Yeovilton) (IATA: YEO, OACI: EGDY) es situada en el condado de Somerset, en Inglaterra (Reino Unido), con una población en 2022 de 4300 habitantes. Es una de las dos bases activas de Arma Aérea de la Flota británica (la otra es RNAS Culdrose) y actualmente alberga los helicópteros Royal Navy Wildcat HMA2, así como los Merlin HC4/4A de la Marina Real británica y los helicópteros del Cuerpo de Marines Reales Wildcat AH1.
Se encuentra ubicada en la península del Suroeste, al sur de la ciudad de Bristol y del canal de Bristol.

## Unidades

### Marina Real británica
- Escuadrón Aéreo Naval 727[3] - Tutor T1

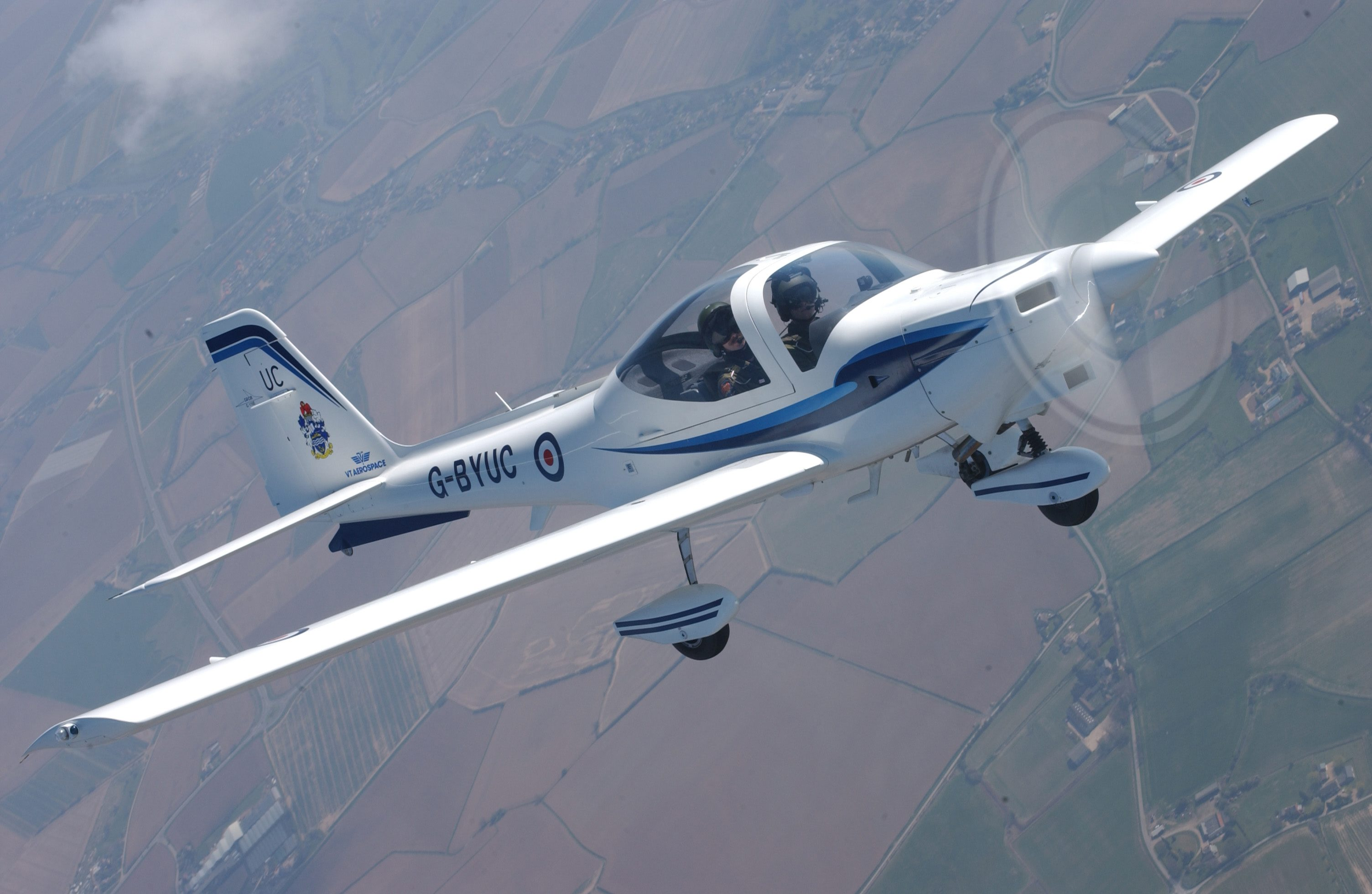
Tutor T1

- Escuadrón Aéreo Naval 815[4] - Wildcat HMA2

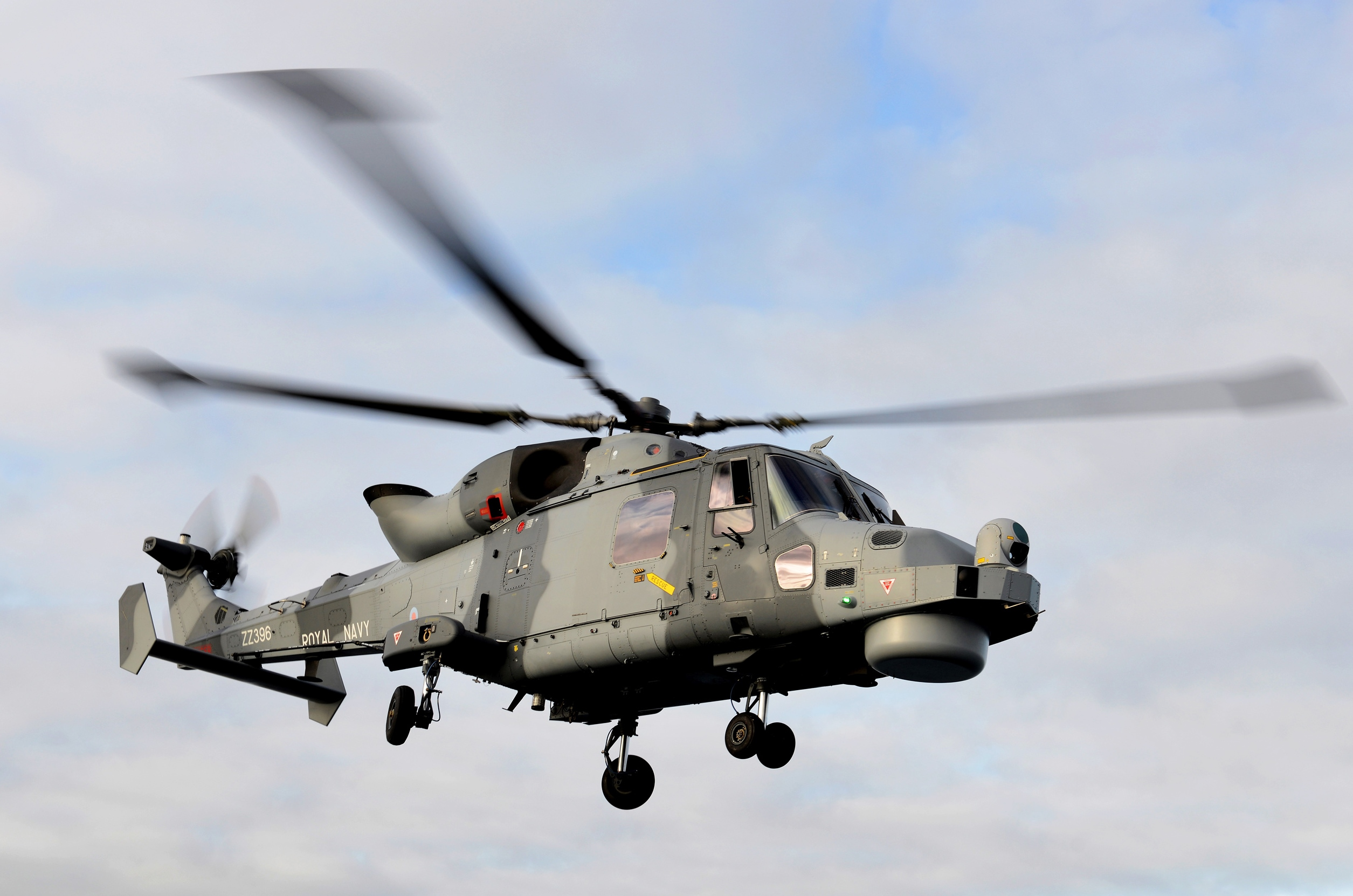
Wildcat HMA2.

- Escuadrón Aéreo Naval 825[5] - Wildcat HMA2

- Escuadrón Aéreo Naval 845[6] - Merlin HC4A

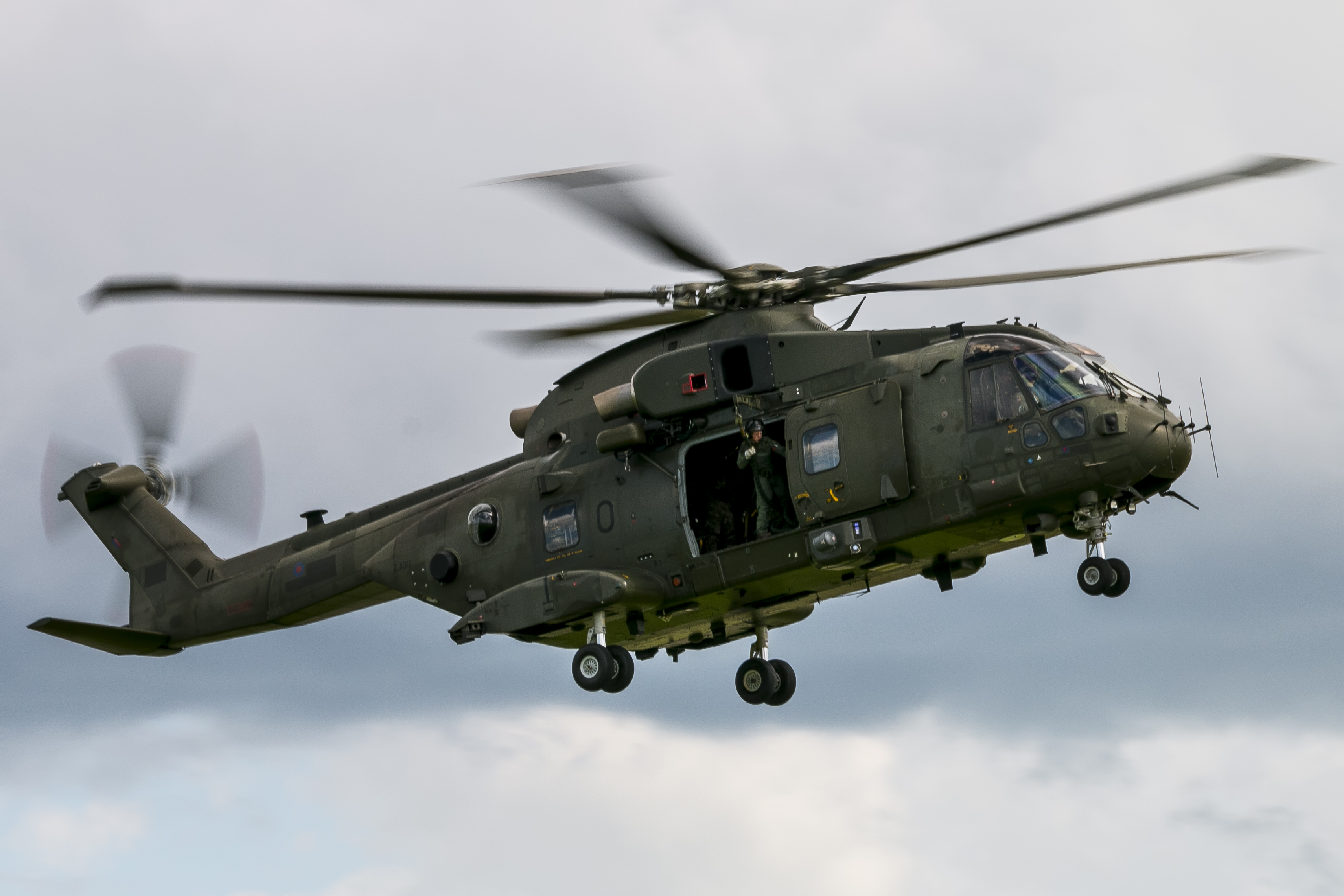
Merlin HC4

- Escuadrón Aéreo Naval 846[7] - Merlin HC4

- Escuadrón Aéreo Naval 847[8] - Wildcat AH1

### Ejército británico

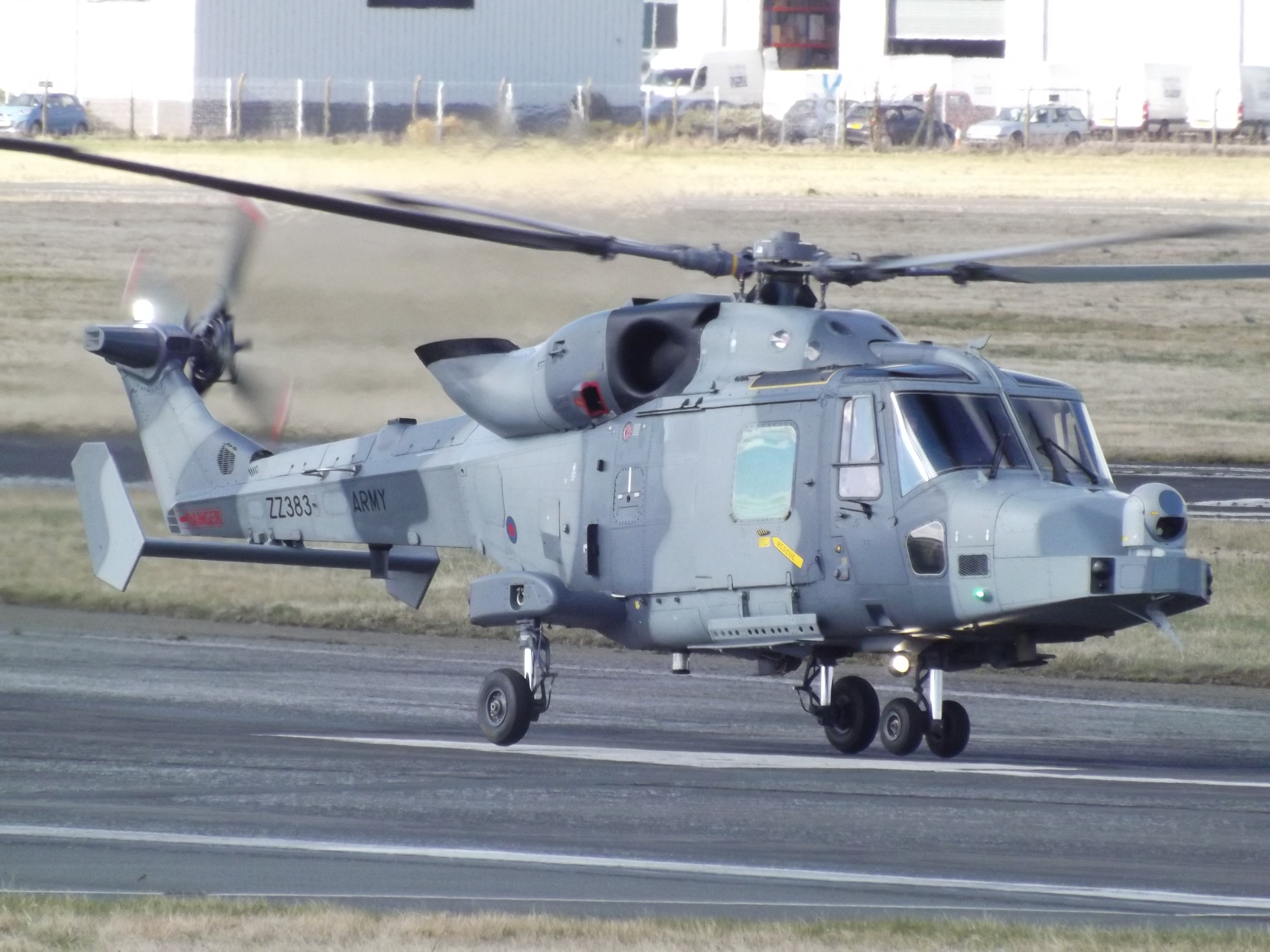
Wildcat AH1

- 652 escuadrón - Wildcat AH1
- 659 escuadrón - Wildcat AH1
- 661 escuadrón - Wildcat AH1